# Ostrov doktora Moreaua
Ostrov doktora Moreaua (The Island of Dr. Moreau) je vědecko-fantastický román s prvky hororu od anglického spisovatele Herberta George Wellse z roku 1896. Varuje před důsledky vědeckých experimentů se zvířaty, činěných jen z chladné zvědavosti, a v přeneseném slova smyslu i před degenerací lidského druhu.

## Příběh
Hlavní hrdina, Edward Prendick, muž z vyšších společenských vrstev ztroskotá v oceánu a když již v záchranném člunu téměř umírá, je objeven lodí, na jejíž palubě ho oživuje doktor Montgomery. Loď pluje na nejmenovaný ostrov, na němž Montgomery pracuje. Loď přepravuje různá zvířata a Prendick také poznává groteskního tvora zvířecího vzhledu, zvaného M'ling, který Montgomerymu slouží.
Když připlují k ostrovu, ani kapitán, ani Montgomery Prendicka nechtějí přepravit na pevninu a naopak ho chtějí poslat znovu na moře v záchranném člunu, v němž ho našli. Nakonec se nad ním slitují a berou ho na ostrov, kde Montgomery Prendickovi představuje chladného a precizního muže Dr. Moreaua, který zde provádí jakési výzkumy. Ubytují Prendicka v samostatném pokoji, odděleném od vnitřní části Moreauova domu. Prendick je nesmírně zvědavý na Moreauovy výzkumy, zvláště, když Moreau opatří bez uvedení důvodu dveře do vnitřku domu bytelnými zámky. Pak si vzpomene, že Moreauovo jméno už kdysi slyšel, neboť Moreau býval významným londýnským fyziologem, až do té doby, kdy novináři seznámili veřejnost s jeho hrůznými experimenty na zvířatech.
Následující den Moreau dělá jakýsi pokus na pumě a její zoufalý řev vyžene Prendicka ven do džungle. Na své procházce džunglí narazí na smečku bytostí, které jsou čímsi mezi člověkem a vepřem. Když se vrací do svého obydlí, náhle si uvědomí, že je sledován. Propadá panice, prchá a pak, v zoufalém pokusu o obranu, svého pronásledovatele, monstrózní hybrid mezi zvířetem a člověkem, ochromí. Po návratu klade Montgomerymu mnoho otázek, ale ten je neoblomně uzavřený. Prendick své dotazy vzdává, vezme si něco na spaní a usíná.
Ráno se probouzí se svěží myslí. Zjistí, že vnitřní dveře kdosi zapomněl zamknout a když vejde dovnitř, nalezne jakéhosi humanoida, ležícího v obvazech na stole. Vzápětí je přistižen a vyhnán rozzuřeným Moreauem. Dojde k názoru, že Moreau dělá pokusy na lidech a on má být jeho další obětí. Prchá do džungle, kde se setkává s Opičím mužem, který ho vezme do kolonie podobných napůl lidských a napůl zvířecích bytostí. Jejich vůdce, veliký šedivý tvor, zvaný Mluvčí Zákona, mu začne recitovat podivné litanie, zvané Zákon, které zahrnují zákazy zvířecího chování a chválu Moreaua.
Náhle se v kolonii objevuje Moreau a Prendick opět prchá do džungle. Běží k oceánu, kde se chce raději utopit, než aby na něm Moreau experimentoval. Moreau a Montgomery ho však dopadnou a Moreau mu vysvětlí, že ony bytosti, Zvířecí lidé, jsou zvířata, která Moreau svými experimenty přiblížil k lidem.
Prendick se tedy vrací s Moreauem zpět do domu a Moreau mu líčí, jak se již jedenáct let na ostrově snaží dosáhnout kompletní přeměny zvířete v člověka. Zdá se, že jediným důvodem veškeré bolesti, kterou zvířatům způsobuje, je vědecký zájem. Prendick toto vysvětlení přijímá a zůstává žít na ostrově.
Jednoho dne, při své procházce ostrovem s Montgomerym nalézají z půlky snědenou mrtvolu králíka. Zákaz konzumace masa a krve je však jednou z nejsilnějších částí Zákona a proto jsou Montgomery a Moreau velmi znepokojeni. Moreau svolává shromáždění Zvířecích lidí, na němž je jako porušitel Zákona označen Leopardí muž (ten, který pronásledoval Prendicka při jeho první procházce ostrovem). Leopardí muž prchá, ale když ho celá skupina v jakémsi houští obklíčí, Prendick se nad ním slituje a raději ho zastřelí, aby jej ušetřil utrpení na operačním stole v Moreauově "Domě bolesti". Navíc se Prendick domnívá, že ačkoliv byl Leopardí muž usvědčen z několika porušení Zákona, jakými bylo třeba pití vody ve zvířecí pozici, stíhání člověka (tj. Prendicka) a běhání po čtyřech, tím, kdo je zodpovědný za zabíjení králíků je ve skutečnosti Hyení Vepř, druhý nejnebezpečnější Zvířecí člověk na ostrově. Nicméně své podezření nikomu nesdělí. Moreau zuří, že Prendick Leopardího muže zastřelil, ale v této situaci už nemůže nic dělat.
Jak plyne čas, Prendick vůči zrůdnosti Zvířecích lidí otupí. Z této stagnace je však vytržen, když jednoho dne prchne ze své klece puma a její pronásledování dopadne tak, že se s Moreauem navzájem zabijí. Montgomery se zhroutí a v silné opilosti se rozhodne podělit se o svůj alkohol se Zvířecími lidmi. Prendick se ho pokouší zastavit, ale Montgomery mu hrozí násilím a opouští dům s lahví v ruce. Později v noci slyší Prendick jakýsi rozruch, vyběhne ven a vidí že Montgomery se zřejmě porval s některým ze Zvířecích lidí. Těžce zraněný Montgomery umírá Prendickovi před očima a Prendick se tak stává jediným člověkem na ostrově.
Sotva Montgomery zemře, uvědomí si Prendick jakousi zvláštní záři za sebou a když se obrátí, zjistí, že dům je v plamenech. Uvědomí si, že když vybíhal z domu, převrhl lampu. Nemá ani šanci zachránit jakékoliv zásoby, neboť ty se nacházejí v uzavřené části domu. Pendrick chce utéci z ostrova, ale zjistí, že Montgomery, který chtěl jejich návratu do civilizace zabránit, zničil čluny.
Nesnaží se obsadit prázdný Moreauův trůn, ale začne žít společně se Zvířecími lidmi a po dalších deset měsíců se snaží vybudovat provizorní vor, na němž by mohl ostrov opustit. Jak plyne čas, Zvířecí lidé se čím dál tím více vracejí ke svým původním zvířecím instinktům, začínají lovit králíky, běhat po čtyřech a odcházejí ze svého společného domova do divočiny. Také postupně přestávají brát ohled na Prendickovy rady a nakonec zabijí jeho věrného společníka, M'linga. Naštěstí právě v té době vyplaví moře na pláž člun se dvěma mrtvolami. Prendick odstraní těla, připraví si zásoby a ráno ostrov opouští.
Již po třech dnech je objeven námořní lodí, ale když lidem vypráví svůj příběh, mají ho za blázna. Proto později předstírá, že si na to, co se dělo mezi jeho ztroskotáním a záchranou vůbec nepamatuje. Když se vrátí do Anglie, zjistí, že je zcela neschopen mít kolem sebe další lidi, neboť má neustálý pocit, že jsou to jen Zvířecí lidé, ohrožení možností náhlého a prudkého návratu ke své zvířecí podstatě.
Uzavírá se do samoty, studuje chemii a astronomii a mezi nebeskými tělesy nachází i vnitřní mír.

## Dopady díla
V době vydání románu, koncem 19. století (1896), byla evropská společnost pohroužena v obavách z degenerace lidské rasy. Britskou vědeckou obec zachvátily debaty o oprávněnosti vivisekce na zvířatech.
Román Ostrov Doktora Moreaua však vzbudil odmítavé reakce. Noviny otiskovaly dopisy a petice rozhořčených čtenářů a kritika román sepsula jako kruté a hnusné dílo:[zdroj?]
"Odporný horor, věc plná krutostí, s jakými se čtenáři dosud nesetkali, typický příklad morálního úpadku autora."
"Wells je profesorem odpornosti."
"Parodie na stvoření člověka a světa Bohem."
"Talent má být vždy doprovázen zodpovědností, a na to při psaní této knihy, která nemá žádný jiný smysl, než děsit a znechucovat čtenáře svojí zvráceností její autor zapomněl!"
"Tato kniha neměla být nikdy napsána!"
K obvinění Guardianu, že spáchal parodii na zázrak stvoření Wells se svým suchým humorem prohlásil, že tento recenzent je jeden z mála kritiků, kteří jeho knihu skutečně četli. Nicméně později začal být těmito útoky znechucen a ve své pozdější autobiografii  se o románu nezmínil. Otázky morální přípustnosti vivisekce a potažmo i eugeniky, které v knize nastolil, však měly svůj společenský dopad a již dva roky po vydání románu byla založena Britská společnost pro zrušení vivisekce.

## Hlavní postavy
- Edward Prendick – vypravěč a hlavní hrdina
- Dr. Moreau – skandalizovaný vivisektor, který se ukryl na vzdálený ostrov, aby tam mohl pokračovat ve svých pokusech
- Montgomery – Moreauův asistent, lékař
- Zvířecí lidé – zvířata, na nichž Moreau experimentoval s cílem přeměnit je v lidské bytosti, patří mezi ně:
  - M'ling – Montgomeryho sloužící, vytvořený ze psa
  - Mluvčí Zákona – strážce zákona, kodexu "ne-zvířecího chování, který Zvířecím lidem vnutil Moreau, dohlížející na to, aby jej Zvířecí lidé dodržovali
  - Leopardí Muž – vytvořený z leoparda, porušující Zákon a obviněný ze zabití a snědení králíka
  - Hyení Vepř – masožravý hybrid hyeny a prasete, který se po Moreauově smrti stane Prendickovým nepřítelem

## Filmové adaptace
- Ostrov ztracených duší (Island of Lost Souls) (1933), v hlavních rolích: Charles Laughton a Bela Lugosi.[3]
- Ostrov doktora Moreaua (The Island of Dr. Moreau) (1977), v hlavních rolích: Burt Lancaster a Michael York.[4]
- Ostrov doktora Moreaua (The Island of Dr. Moreau) (1996), v hlavních rolích: Marlon Brando a Val Kilmer.[5]

## Česká vydání
- Ostrov doktora Moreaua, H. Kosterka, Praha 1901, přeložil V. Jiřík,
- Ostrov doktora Moreaua, Josef R. Vilímek, Praha 1911, přeložil Václav Kleinhamp, znovu 1928 a 1937.
- Ostrov doktora Moreaua, LIKA, Praha 1992, přeložila Jana Mertinová; v tomtéž překladu souborně s románem Stroj času, Romeo, Praha 2017.

## Pokračování díla
Brian Aldiss napsal pokračování Druhý ostrov doktora Moreaua.